# Erioptera balioptera
Erioptera balioptera är en tvåvingeart som beskrevs av Alexander 1966. Erioptera balioptera ingår i släktet Erioptera och familjen småharkrankar. Inga underarter finns listade i Catalogue of Life.